# Friends II
FRIENDS II – piąty minialbum japońskiego zespołu B’z, wydany 25 listopada 1996 roku. Osiągnął 1 pozycję w rankingu Oricon i pozostał na liście przez 17 tygodni, sprzedał się w nakładzie 1 466 650 egzemplarzy. Album zdobył status płyty Milion.

## Lista utworów
| Nr | Tytuł                                           | Czas |
| -- | ----------------------------------------------- | ---- |
| 1. | „Friends II”                                    |      |
| 2. | „SNOW”                                          |      |
| 3. | „Shōshin” (jap. 傷心)                           |      |
| 4. | „BABY MOON”                                     |      |
| 5. | „sasanqua ~Fuyu no yō” (jap. sasanqua 〜冬の陽) |      |
| 6. | „Aru hisokana koi” (jap. ある密かな恋)          |      |
| 7. | „Kimi o tsurete” (jap. きみをつれて)            |      |

## Notowania
| Lista                                 | Pozycja |
| ------------------------------------- | ------- |
| Oricon Weekly Albums Chart            | 1       |
| Oricon Yearly Albums Chart (rok 1997) | 12      |

## Muzycy
- Tak Matsumoto: gitara, kompozycja i aranżacja utworów
- Kōshi Inaba: wokal, teksty i aranżacja utworów, chórek (#2-4, #6, #7)
- Daisuke Ikeda: aranżacja utworów
- Hideo Yamaki: perkusja
- Kōji „Kitarō” Nakamura: bas (#3, #5-7)
- Tomohito Aoki: bas (#2, #4)
- Akira Onozuka (DIMENSION): fortepian, pianino elektroniczne, organy (# 2-7)
- Hidefumi Toki: saksofon (# 6-7)
- Nobu Saitō: perkusja (#3)
- Shinozaki Strings： instrumenty smyczkowe
- Rie Akagi: flet (#3)
- Yuiko Tsubokura: chórek (#3, #7)